# Tramonti di Sopra
Tramonti di Sopra (friülà Tramonç Disore) és un municipi italià, dins de la província de Pordenone. L'any 2007 tenia 393 habitants. Limita amb els municipis de Claut, Forni di Sotto (UD), Frisanco, Meduno, Socchieve (UD) i Tramonti di Sotto.

## Administració
| Període | Identitat            | Partit         |
| ------- | -------------------- | -------------- |
| 2008-   | Roberto Sante Vallar | Centreesquerra |